# Fiála

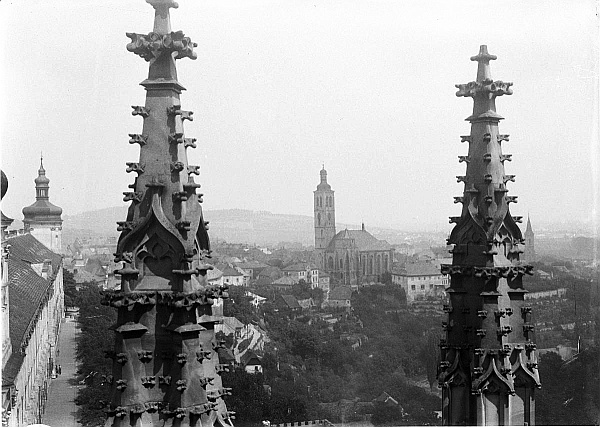
Fiály na chrámu svaté Barbory v Kutné Hoře

Fiála je architektonický prvek uplatňující se v gotické architektuře. Jde o štíhlý čtyřboký jehlan posázený kraby a ukončený křížovou kytkou, umístěný zpravidla na vrcholech pilířů opěrného systému gotické katedrály. Může být použit také k dekoraci jiných prvků, například štítů budov, architektonického orámování oken, vimperků na portálech, nik pro osazení soch, baldachýnů atp.
Fiála svou vertikalitou vyjadřuje středověkou touhu po přiblížení se k nebi a k Bohu. Z výtvarného hlediska výrazně podtrhuje vertikalismus gotických staveb. Má však také konstrukční význam, neboť fiály svou vahou aktivně spolupůsobí jako součást gotického opěrného systému při rozkladu tlaků klenby.
Vedle architektury se fiály (stejně jako ostatní gotické architektonické články) hojně uplatňovaly také při dekoraci truhlářských (oltářní nástavce, stally atp.) či klenotnických (monstrance, relikviáře atp.) výrobků.
V období pozdní gotiky tvoří fiály často, například v nástavcích oltářních skříní, bohaté fiálové srostlice – fiálové věže. Tak je tomu například na hlavním oltáři Mistra Pavla z Levoče v kostele svatého Jakuba v Levoči, kde fiálový nástavec dosahuje výšky téměř deseti metrů.

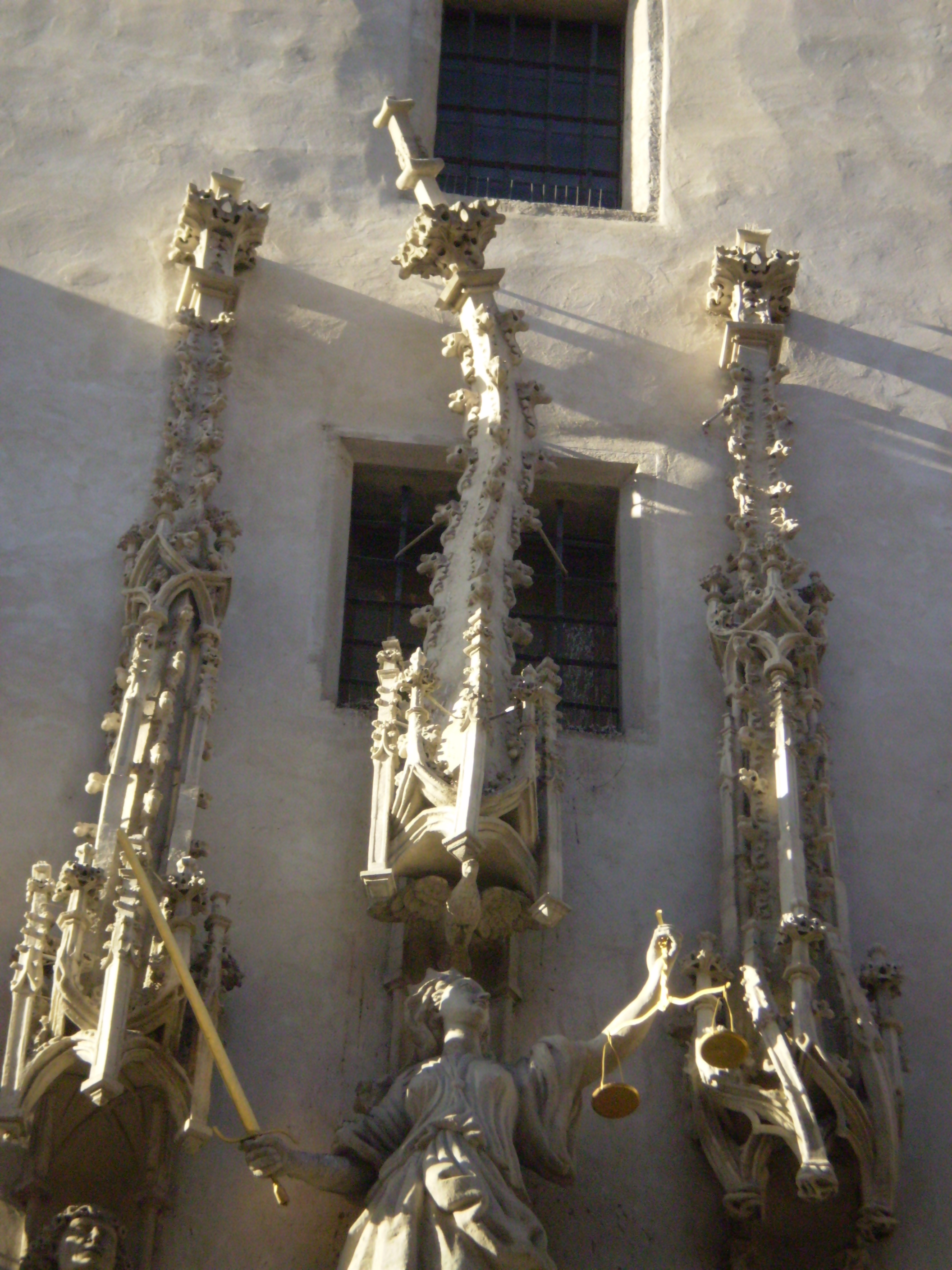
Detail portálu Staré radnice v Brně se zkroucenými fiálami, Antonín Pilgram, 1510–1511

V období pozdní gotiky, na počátku 16. století, dochází také v rámci rafinované formální hry s gotickými prvky, k jejich deformaci, ohýbání, kroucení, „sesychání“ se objevují též deformované fiály. Tato deformace gotických prvků vyjadřuje relativizování středověkých hodnot a myšlenkový posun směrem k renesanci nebo spíše manýrismu. Deformované fiály jsou často součástí zmíněných oltářních nástavců. Nejvýraznějším příkladem tohoto deformování fiál je však kamenný ozdobný nástavec portálu Staré radnice v Brně, který vytvořil v letech 1510–1511 mistr Antonín Pilgram. Krajní z pětice fiál (zleva) je zde „překroucena“ o 45 %, druhá a čtvrtá fiála jsou, ač zdánlivě shodné, utvářeny mírně odlišným způsobem, třetí (střední) fiála je výrazně prohnuta a nakloněna na levou stranu. Výrazně „překroucený“ je také baldachýn, z něhož roste čtvrtá fiála. První a pátá fiála pak vyrůstá z výše zmíněné fiálové srostlice. Celý pozdněgotický portál je tak výbornou ukázkou slohového rozkladu, k němuž došlo v období pozdní gotiky.